# Büyükkonakgörmez, Haymana
Büyükkonak là một xã thuộc huyện Haymana, tỉnh Ankara, Thổ Nhĩ Kỳ. Dân số thời điểm năm 2011 là 120 người.